# 8437 Bernicla
8437 Bernicla este un asteroid din centura principală de asteroizi.

## Descriere
8437 Bernicla este un asteroid din centura principală de asteroizi. A fost descoperit pe 26 martie 1971 la Observatorul Palomar de Cornelis Johannes van Houten, Ingrid van Houten-Groeneveld și Tom Gehrels. Asteroidul prezintă o orbită caracterizată de o semiaxă mare de 2,53 ua, o excentricitate de 0,04 și o înclinație de 2,4° în raport cu ecliptica.